# Pollex kononenkoi
Pollex kononenkoi là một loài bướm đêm thuộc họ Erebidae. Nó được tìm thấy ở miền bắc Sulawesi.
Sải cánh dài khoảng 10 mm. 